# Grzegorz Kędzierski
Grzegorz Piotr Kędzierski (Varsòvia, 7 de febrer 1949) és un guionista i director de cinema i televisió polonès

## Biografia
Va fer la secundària a l’Institut Tadeusz Reytan a Varsòvia (1966) Després es va graduar a l’Escola Superior de Cinema, Televisió i Teatre de Łódź, on hi exerciria com a productor. Va ser director de fotografia de la superproducció Ogniem i mieczem (1999), opiełuszko. Wolność jest w nas (2009) i diverses dotzenes de llargmetratges, sèries i programes de televisió. Va col·laborar, entre d'altres: amb Wojciech Jerzy Has, Stanisław Różewicz, Jerzy Hoffman, Kazimierz Kutz, Ryszard Bugajski, Mamoru Oshii, Dieter Wedel, Jerzy Antczak, Mirosław Borek, Witold Leszczyński, Lech Majewski, Krzysztof Lang, Jack Bromski i Maciej Wojtyszko. James Hoberman, un influent crític estatunidenc, al seu llibre Film After Film: Or, What Became of 21st Century Cinema va reconèixer la pel·lícula Avalon amb una fotografia de G. Kędzierski com una de les 21 pel·lícules més importants de la primera dècada del segle XXI.
Des de 1972, membre de l'Associació de Cineastes Polonesos, membre de la Junta Directiva (2000–2004) i membre de l'Acadèmia de Cinema Polonès.

## Premis
- 1986: XVI XVI Cinema d’Estiu Lubuskie Raïm daurat - per a la fotografia de la pel·lícula Osobisty pamiętnik grzesznika przez niego samego spisany
- 1994: XIV Festival de pel·lícules de públic jove "Ale Kino" a Poznań per a la fotografia a les pel·lícules Panna z mokrą głową i Skutki noszenia kapelusza w maju
- 2001: XXXIV Festival Internacional de Cinema Fantàstic de Catalunya Premi a la millor fotografia per la pel·lícula Avalon
- 2002: 23è Festival Internacional de Cinema de Durban (Sud-àfrica) per la fotografia de la pel·lícula Avalon

## Vida privada
El seu germà petit és el director Paweł Kędzierski. La seva esposa Renata Kędzierska, és traductora, autora de pel·lícules educatives, cofundadora de l'Associació Polonesa d'Hispanistes.

## Filmografia (parcial)
- 1982: Nieciekawa historia, director de fotografia
- 1984: Pismak, director de fotografia
- 1985: Osobisty pamiętnik grzesznika przez niego samego spisany, director de fotografia
- 1986: Zygfryd, director de fotografia
- 1988: Niezwykła podróż Baltazara Kobera, director de fotografia
- 1989: Sztuka kochania, director de fotografia
- 1993: Kolos, director de fotografia
- 1993: Ewangelia wg Harry'ego, director de fotografia
- 1995: Pułkownik Kwiatkowski, director de fotografia
- 1999: Ogniem i mieczem, director de fotografia
- 1999: Avalon, director de fotografia
- 2000: Casus Belli, director de fotografia
- 2000: Die Affäre Semmeling, director de fotografia
- 2001: Das Letzte Versteck, director de fotografia
- 2004: Papa und Mama, director de fotografia
- 2004–2006: Bulionerzy, director de fotografia
- 2007: Ogród Luizy, director de fotografia
- 2008: Popiełuszko. Wolność jest w nas, director de fotografia
- 2009: Randka w ciemno, director de fotografia
- 2009: Święty interes, director de fotografia
- 2010: Ludzie Chudego, director de fotografia
- 2011: Anna German. Tajemnica Białego Anioła, director de fotografia
- 2012: Felix, Net i Nika oraz Teoretycznie Możliwa Katastrofa, director de fotografia
- 2012: Kobiety bez wstydu, director de fotografia